# آسمان‌های شهر
آسمان‌های شهر (انگلیسی: Skylines) (همچنین با عنوان آسمان شهر ۳ نیز شناخته می‌شود) یک فیلم سینمایی اکشن و علمی تخیلی آمریکایی محصول سال ۲۰۲۰ که توسط لیام اودانل نوشته و کارگردانی شده‌است. این فیلم دنباله آسمان شهر (۲۰۱۰) و پشت آسمان شهر (۲۰۱۷) سومین و آخرین فیلم از سه‌گانه آسمان شهر است.
این فیلم برای اولین بار در جشنواره فیلم لندن ۲۰۲۰ در ۲۵ اکتبر سال ۲۰۲۰ اکران شد و قرار است در ۱۸ دسامبر سال ۲۰۲۰ توسط کمپانی ورتیکال انترتینمنت در ایالات متحده اکران شود.

## بازیگران
- لیندزی مورگان در نقش رز کورلی
- رونا میترا در نقش دکتر مال
- الکساندر صدیق در نقش ژنرال رادفورد
- جیمز کازمو در نقش گرانت
- دنیل برنهارت در نقش اونز
- یایان روهیان در نقش هوانا
- جاناتان هوارد در نقش لئون
- ایوا آندریجوایت در نقش الکسی
- سامانتا ژان در نقش الین
- جرمی فیتزجرالد در نقش ترنت
- چا لی یون در نقش ژی
- فونگ گیانگ به عنوان مادرسالار
- نائومی تانکل در نقش کیت